# 国際標準実験ラック
国際標準実験ラック（こくさいひょうじゅんじっけんラック、International Standard Payload Rack：ISPR）とは、宇宙ステーションにおいて与圧区画（モジュール）内で主に実験機器の設置場所及び補給品の保管場所である。宇宙ステーションの維持制御装置も概ねこの国際標準実験ラックに納められている。
搭載物は規格に定められた高さ80インチ（約2.03m）、幅・奥行40インチ（約1.01m）以内に納められている。実験装置や環境維持装置では、大半が電子機器による制御が行われるため、制御部分と電力や冷却を提供する供給部分がパッケージになっている。また、安全面を考慮した設計が求められるため、各ラックには故障や異常を検知して、宇宙船本体に通報するシステムが予め備えられている。補給品は、RSR(Resupply Stowage Rack)：補給品保管ラックと呼ばれるISPRに納められている。